# Akrotiri a Dekelia
Akrotiri a Dekelia, oficiálně Suverénní vojenské základny Akrotiri a Dekelia (řecky Ακρωτήρι και Δεκέλεια, Akrotiri kai Dekeleia, turecky Ağrotur ve Dikelya) je britské zámořské území na ostrově Kypr. Akrotiri je západní a Dekelia východní částí zámořského území Spojeného království. Obě území byla zřízena během transformace Kypru z britské kolonie na nezávislý stát. Spojené království si tyto vojenské základny nadále udržuje, zejména kvůli jejich strategické pozici ve Středozemním moři.
Oblasti mají poměrně zvláštní režim. Nejsou přímou součástí Spojeného království a jeho zákony zde platí jen omezeně. Příkladem může být skutečnost, že se v těchto oblastech platí eurem nebo že všechny archeologické nálezy patří Kypru.

## Galerie

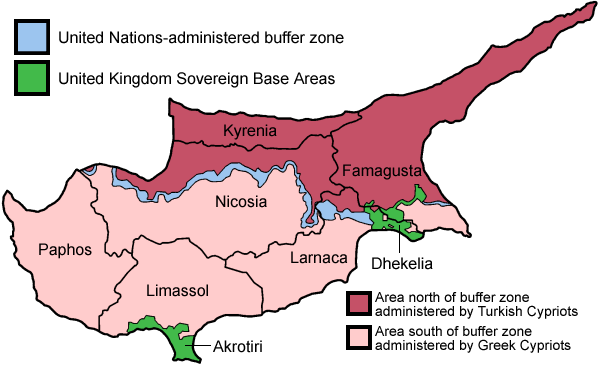
Politická mapa ostrova Kypr. Červená barva: území kontrolované Severokyperskou tureckou republikou. Růžová barva: území kontrolované Kyperskou republikou. Zelená barva: základny Spojeného království Akrotiri a Dekelia. Modrá barva: Nárazníková zóna OSN na Kypru.
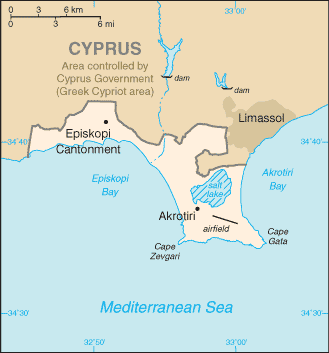
Mapa Akrotiri
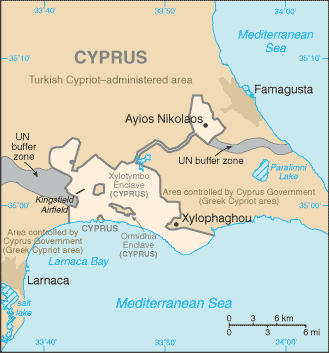
Mapa Dekelie